# Pont du Carrousel
De Pont du Carrousel is een brug over de Seine in Parijs. De brug bevindt zich naast het Louvre en verbindt de Quai des Tuileries en de Quai Voltaire. Er zitten twee onderdoorgangen in het Louvre waardoor een traverse in de richting van de Avenue de l'Opera ontstaat.

## Geschiedenis
Dit is de derde brug die zich op deze plek bevindt; de brug is gebouwd in het verlengde van de rue des Saints-Pères (deze naam is een verbastering van de rue de Saint-Pierre, 'Sint-Pietersstraat'). Bij de opening van de eerste brug, in 1834, kreeg deze van koning Lodewijk Filips I van Frankrijk de naam "Pont du Carrousel" naar de naastgelegen Place du Carrousel. De brug stond aanvankelijk bekend als de Pont du Louvre daar deze brug op de rechteroever daar op uitkomt. Later werd de brug ' genoemd. De architect van de brug was ingenieur Antoine-Rémy Polonceau die ook bekend is van de Simplontunnel. De brug was een zuivere boogbrug in een mix van hout en ijzer in een tijd toen eigenlijk de hangbrug in de mode kwam. De brug werd verfraaid met kunst: op iedere hoek werd een beeld geplaatst. Deze vier sculpturen verbeelden respectievelijk de Overvloed ("l'Abondance"), de Industrie, de Seine en de Stad Parijs. Ze zijn gemaakt door de beeldhouwer Louis Petitot. Deze werken zijn met iedere reïncarnatie van de brug meeverhuisd en staan er vandaag nog.

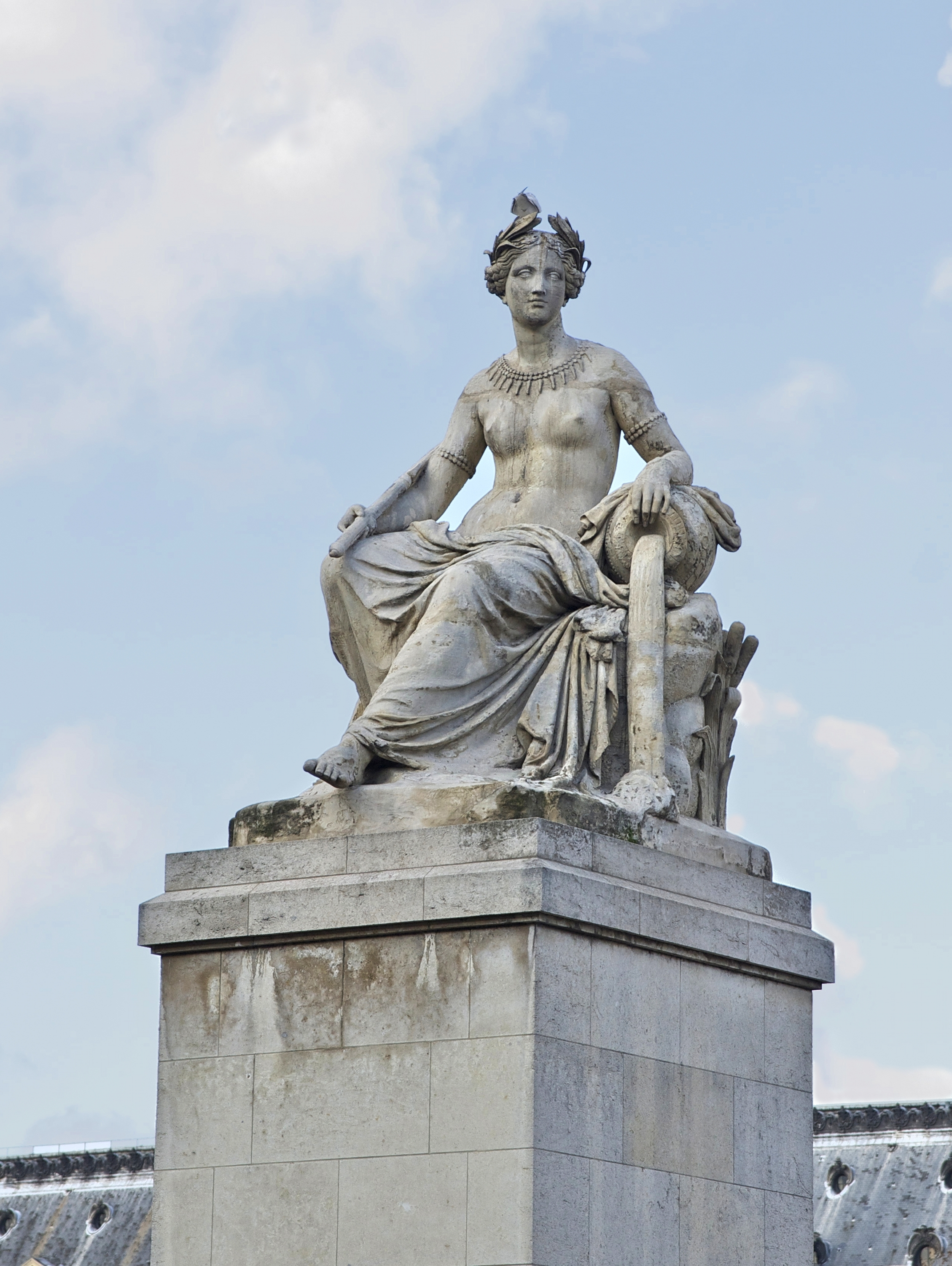
"La Seine"
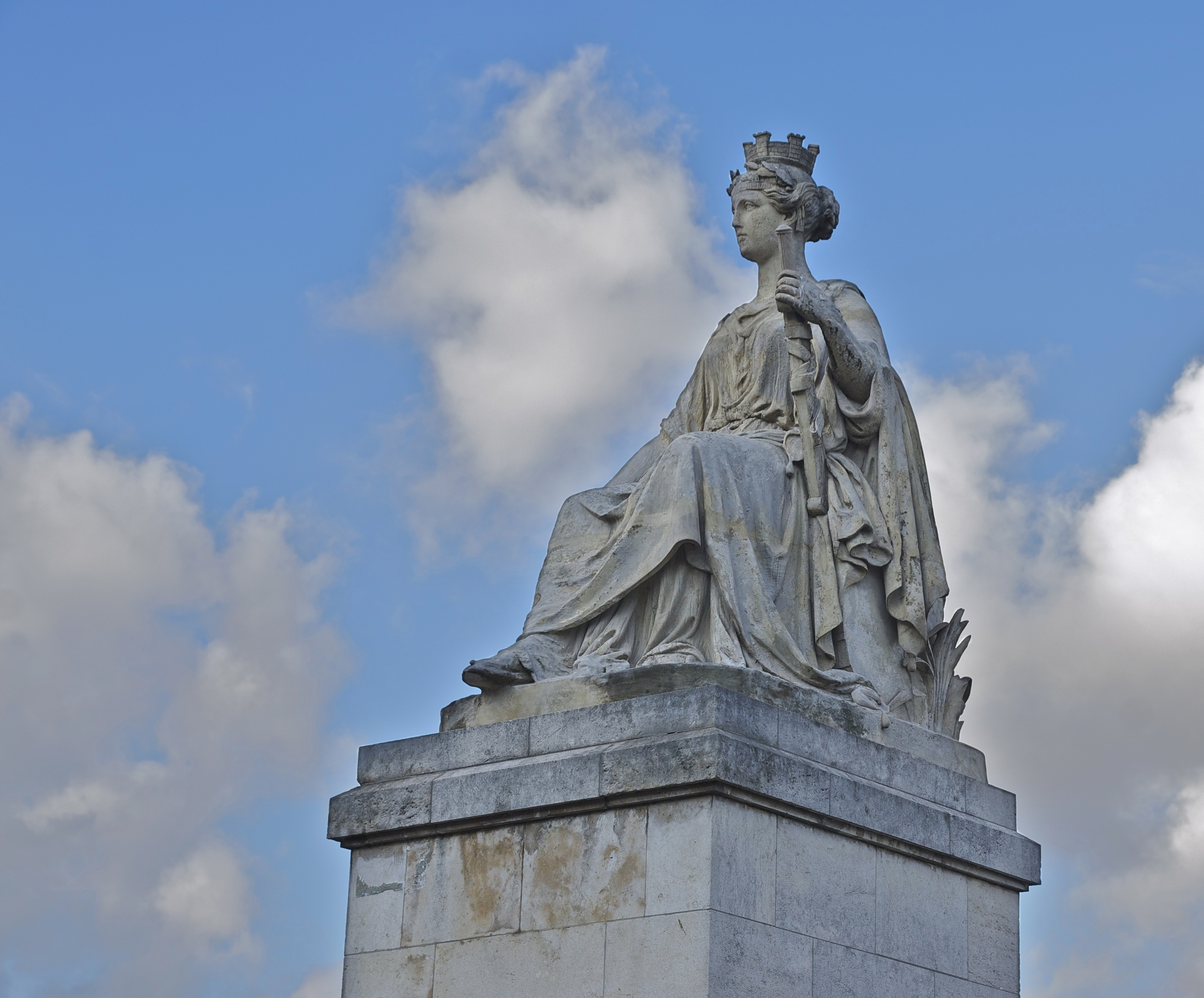
"Ville de Paris"
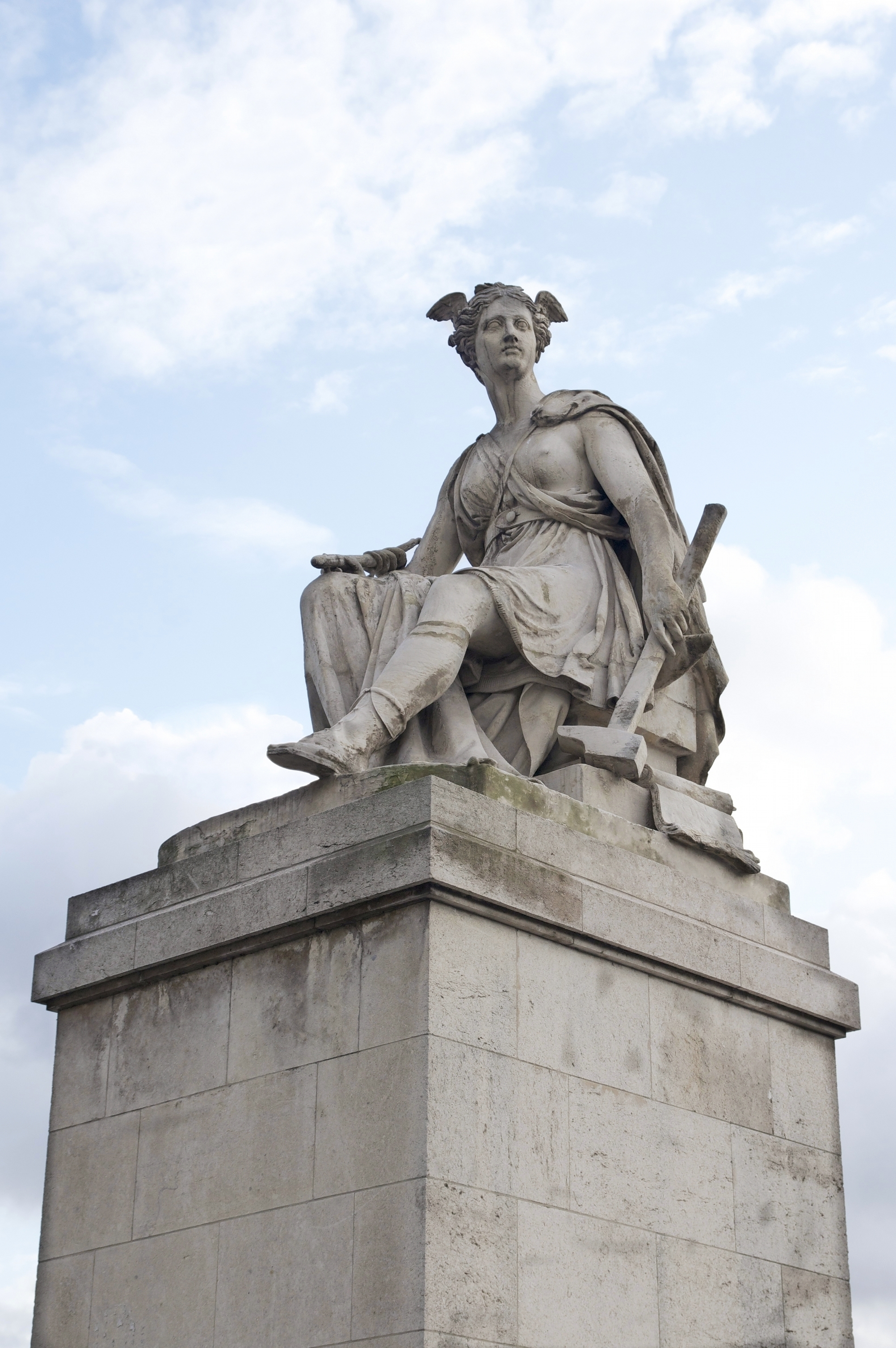
"L'industrie"
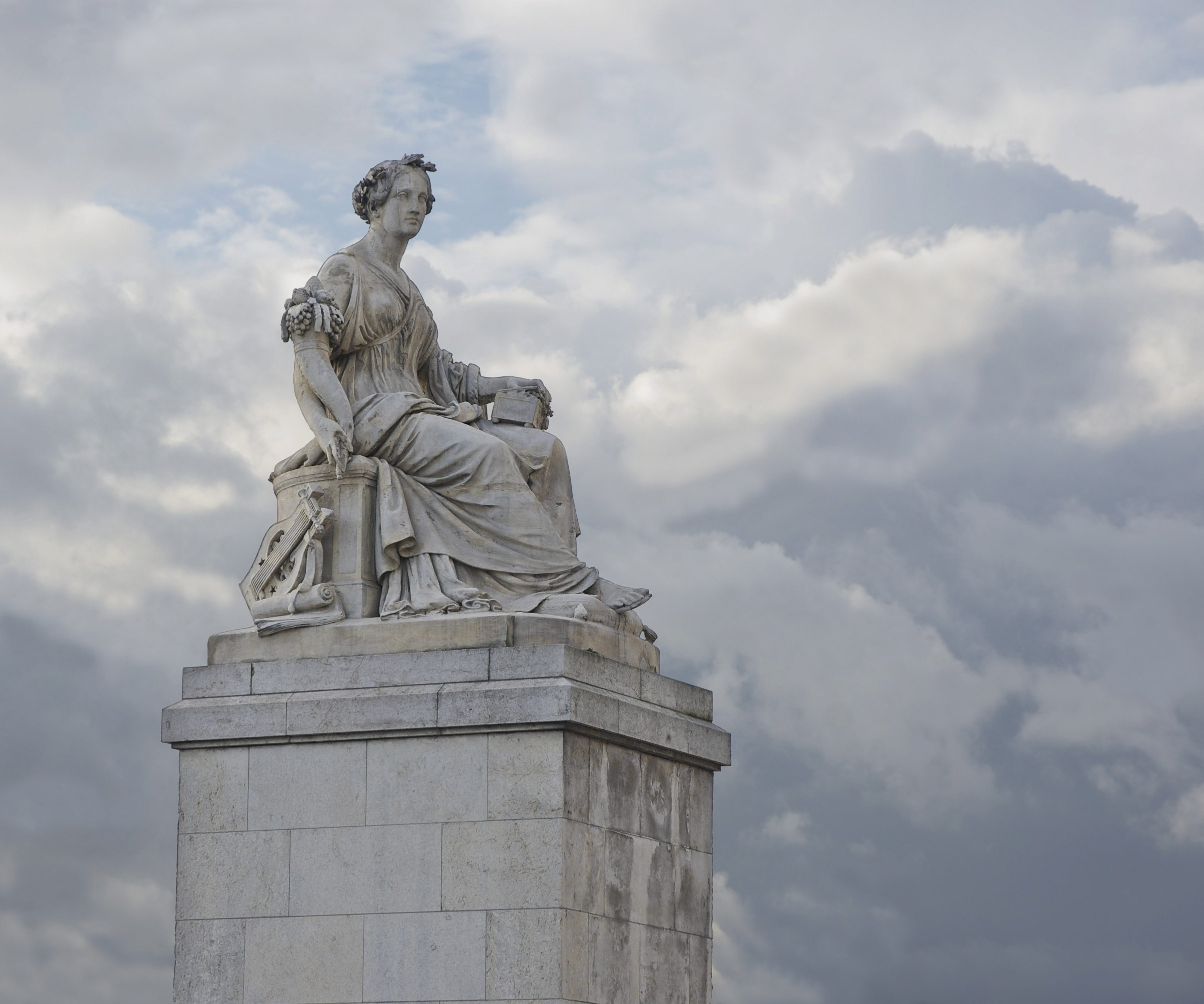
"Abondance"

Tijdens de Tweede Republiek (1848-1852) nam het verkeer over deze brug enorm toe, omdat het de kortste route was tussen de stations Montparnasse en Saint-Lazare. Baron Haussmann, die al een tijdje bezig was met de herinrichting van Parijs, was al van zins om de brug te vergroten en deze mee te nemen in het project om het Louvre en het Palais des Tuileries met elkaar te verbinden, maar de Frans-Duitse Oorlog van 1870 en de Parijse Commune gooiden voor deze plannen roet in het eten.
De brug werd in 1883 verbreed, en het houten brugdek werd in 1906 vervangen door een constructie van gietijzer. Op oude prenten en schilderijen is te zien dat de kade bij de brug als zandoverslagplaats ingebruik was.
Ondertussen nam de verkeersdruk nog immer toe, en de brug verouderde snel. Al in 1905 werd geopperd om een nieuwe brug aan te leggen, van een ander materiaal dat enkele jaren daarvoor opnieuw in de belangstelling was komen te staan: gewapend beton. Het duurde nog tot 1935 voordat tot de aanleg daarvan overgegaan werd; deze brug ligt er nu nog, ietsje stroomafwaarts van zijn voorganger Pont des Saints-Pères, die in 1937 werd afgebrioken.

## Kunst

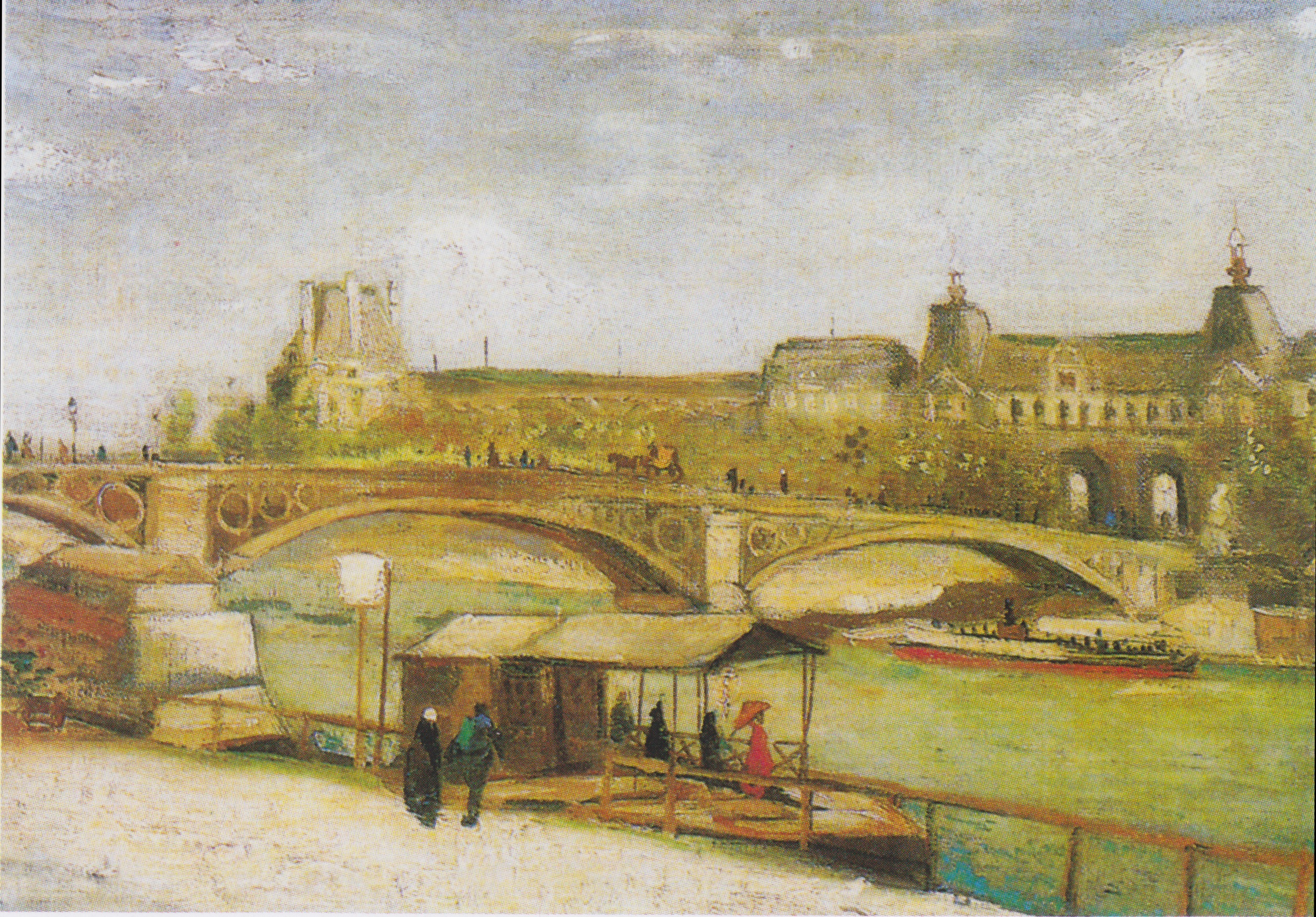
"Pont du Carrousel avec Louvre" geschilderd door Vincent van Gogh, 1886

- De neo-impressionistische schilder Maximilien Luce schilderde in 1890 een olieverfschilderij getiteld "Het Louvre en de Pont du Carrousel. Night Effect."
- Georges Stein schilderde een doek met de titel "Paris - Le Pont du Carrousel", Op het doek zijn reizigers op de brug voor de poorten van het Louvre te zien.
- De Amerikaan Edward Hopper is de eerste die én Pont du Carrousel én Gare d'Orsay op zijn schilderij vast legde.
- De Nederlandse schilder Vincent van Gogh maakte een olieverfschilderij met de brug en op de achtergrond het Louvre. Getiteld: "Pont du Carrousel avec Louvre"
- De moderne kunstenaar Makiko Nakamura schilderde ook een somber werk, getiteld: "Pont du Carrousel".
- De Italiaan Paolo Frongia schilderde de brug in zijn schilderij "La Senna, Mattino al, da Pont du Carrousel".
- "Pont du Carrousel" is de titel van een Duits gedicht van Rainer Maria Rilke.
- "De Pont du Carrousel" is de titel van een nummer van de groep Zebda

Pont Amont ·
Pont Alexandre-III ·
Pont de l'Alma ·
Pont de l'Archevêché ·
Pont d'Arcole ·
Pont des Arts ·
Pont d'Austerlitz ·
Viaduc d'Austerlitz ·
Pont Aval ·
Pont de Bercy ·
Pont de Bir-Hakeim ·
Pont du Carrousel ·
Pont au Change ·
Pont Charles-de-Gaulle ·
Pont de la Concorde ·
Passerelle Debilly ·
Pont au Double ·
Pont du Garigliano ·
Pont de Grenelle ·
Pont d'Iéna ·
Pont des Invalides ·
Passerelle Léopold-Sédar-Senghor ·
Pont Louis-Philippe ·
Pont Marie ·
Pont Mirabeau ·
Pont National ·
Pont Neuf ·
Pont Notre-Dame ·
Petit-Pont ·
Pont Rouelle ·
Pont Royal ·
Pont Saint-Louis ·
Pont Saint-Michel ·
Passerelle Simone-de-Beauvoir ·
Pont de Sully ·
Pont de Tolbiac ·
Pont de la Tournelle
Zie ook: Bruggen in Parijs · Lijst van bezienswaardigheden in Parijs · Seine · Rive Gauche · Rive Droite